# Ocotempa (östra Tequila kommun)
Ocotempa är en ort i Mexiko.   Den ligger i kommunen Tequila och delstaten Veracruz, i den sydöstra delen av landet, 230 km öster om huvudstaden Mexico City. Ocotempa ligger 1 754 meter över havet och antalet invånare är 347.
Terrängen runt Ocotempa är kuperad åt sydost, men åt nordväst är den bergig. Runt Ocotempa är det ganska tätbefolkat, med 155 invånare per kvadratkilometer. Närmaste större samhälle är Córdoba, 19,9 km nordost om Ocotempa. I omgivningarna runt Ocotempa växer i huvudsak städsegrön lövskog.